# Bomba de pistão

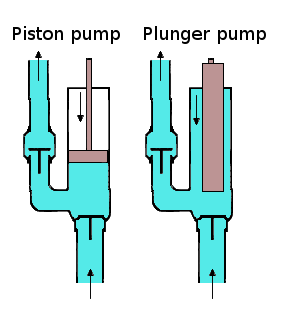
Bomba de pistão em comparação com uma bomba de êmbolo

Uma bomba de pistão é um tipo de bomba de deslocamento positivo em que a vedação de alta pressão retribui com o pistão. As bombas de pistão podem ser usadas para mover líquidos ou comprimir gases. Elas podem operar sobre uma ampla gama de pressões. A operação de alta pressão pode ser alcançada sem um forte efeito na vazão. As bombas de pistão também podem lidar com meios viscosos e meios contendo partículas sólidas.  Esse tipo de bomba funciona por meio de uma capa de pistão, mecanismo de oscilação em que os tempos descendentes causam diferenciais de pressão, o preenchimento das câmaras da bomba, onde o tempo ascendente força o fluido da bomba a ser utilizado. As bombas de pistão são frequentemente usadas em cenários que exigem pressão alta e consistente e em sistemas de irrigação ou fornecimento de água.